# Marge brute
Ne doit pas être confondu avec taux de marge, marge brute d'autofinancement ou marge brute standard.
La marge brute représente la différence hors taxes (HT) entre le prix de vente et le coût de revient de biens ou de services ; cette notion est néanmoins peu normalisée et son mode de calcul varie d'un secteur économique à l'autre : par exemple, la grande distribution calcule la marge brute comme une marge commerciale. La marge brute sert à déterminer la marge bénéficiaire brute, qui fournit une approximation de la profitabilité d'une activité de vente.

## Calculs
La méthode de calcul usuelle consiste à retrancher le coût de revient hors taxes au prix de vente hors taxes : Marge brute = Prix de vente HT - Cout de revient HT.
Le calcul peut également s'effectuer en faisant la différence entre le chiffre d'affaires et les coûts totaux : Marge brute = Chiffre d'affaires HT - Couts totaux HT.
Le secteur des assurances se sert de la marge brute, entre autres paramètres, pour savoir comment couvrir les pertes d'exploitation des entreprises ; la marge brute se calcule alors en retranchant les charges variables au chiffre d'affaires : Marge brute = Chiffre d'affaires HT - Charges variables HT.

## Restauration
La marge brute est l'un des indicateurs principaux en restauration. Cet indicateur de performance permet aux gérants de contrôler la gestion globale de son restaurant et de s'assurer de la santé financière de son établissement.